# César des meilleurs costumes
Le César des meilleurs costumes est une récompense cinématographique française décernée par l'Académie des arts et techniques du cinéma depuis 1985.

## Introduction

### Analyse
L'Express indiqua en 2009 que depuis sa création, le César ne récompensa que des films d'époque. Cela durera jusqu'en 2024 où Ariane Daurat obtient la récompense pour Le Règne Animal.

### Nominations et victoires multiples
Certains costumiers ont été récompensés à plusieurs reprises :
- 4 César : 
  - Christian Gasc (1996, 1997, 1998 et 2013)
  - Pierre-Jean Larroque (1999, 2016, 2019 et 2022)
- 3 César : 
  - Caroline de Vivaise (1994, 2006 et 2011)
  - Anaïs Romand (2012, 2015 et 2017)
  - Madeline Fontaine (2005, 2009 et 2021)
- 2 César : 
  - Dominique Borg (1989 et 2002)
  - Catherine Leterrier (2000 et 2010)
  - Pascaline Chavanne (2014 et 2020)

Concernant les costumiers, plusieurs furent multi-nommés (en gras, les costumiers lauréats)
- 11 nominations : Pascaline Chavanne ;
- 10 nominations : Madeline Fontaine ;
- 9 nominations : Pierre-Jean Larroque et Catherine Leterrier
- 8 nominations : Anaïs Romand ;
- 6 nominations : Christian Gasc ;
- 5 nominations : Yvonne Sassinot de Nesle ;
- 4 nominations : Caroline de Vivaise, Corinne Jorry,Franca Squarciapino et Thierry Delettre ;
- 3 nominations : Olivier Bériot, Olga Berluti, Dominique Borg, Catherine Bouchard, Charlotte David, Pierre-Yves Gayraud, , Mimi Lempicka, Sylvie de Segonzac, Jacqueline Moreau, Carine Sarfati et Élisabeth Tavernier ;
- 2 nominations : Jacqueline Bouchard, Jackie Budin, Nathalie du Roscoat, Jean-Paul Gaultier, Virginie Montel, Gabriella Pescucci, Édith Vespérini et Jean-Daniel Vuillermoz ;

## Palmarès

### Années 1980
- 1985 : Un amour de Swann – Yvonne Sassinot de Nesle
  - Fort Saganne – Rosine Delamare et Corinne Jorry
  - Carmen – Enrica Job
- 1986 : Harem – Olga Berluti et Catherine Gorne-Achdjian
  - L'Effrontée – Jacqueline Bouchard
  - Bras de fer – Élisabeth Tavernier
  - Rendez-vous – Christian Gasc
- 1987 : Pirates – Anthony Powell
  - Thérèse – Yvette Bonnay
  - Mélo – Catherine Leterrier
- 1988 : La Passion Béatrice – Jacqueline Moreau
  - De guerre lasse – Olga Berluti
  - Au revoir les enfants – Corinne Jorry
- 1989 : Camille Claudel – Dominique Borg
  - Chouans ! – Yvonne Sassinot de Nesle
  - La vie est un long fleuve tranquille – Élisabeth Tavernier

### Années 1990
- 1990 : Valmont – Théodor Pistek
  - La Révolution française – Catherine Leterrier
  - La Vie et rien d'autre – Jacqueline Moreau
- 1991 : Cyrano de Bergerac – Franca Squarciapino
  - La Gloire de mon père – Agnès Negre
  - Lacenaire – Yvonne Sassinot de Nesle
- 1992 : Tous les matins du monde – Corinne Jorry
  - Van Gogh – Édith Vespérini
  - Delicatessen – Valérie Pozzo di Borgo
- 1993 : Le Souper – Sylvie de Segonzac
  - Indochine – Pierre-Yves Gayraud et Gabriella Pescucci
  - L'Amant – Yvonne Sassinot de Nesle
- 1994 : Germinal – Sylvie Gautrelet, Caroline de Vivaise et Bernadette Villard
  - Les Visiteurs – Catherine Leterrier
  - Louis, enfant roi – Franca Squarciapino
- 1995 : La Reine Margot – Moidele Bickel
  - Farinelli – Olga Berluti et Anne de Laugardière
  - Le Colonel Chabert – Franca Squarciapino
- 1996 : Madame Butterfly – Christian Gasc
  - La Cité des enfants perdus – Jean-Paul Gaultier
  - Le Hussard sur le toit – Franca Squarciapino
- 1997 : Ridicule – Christian Gasc
  - Capitaine Conan – Jacqueline Moreau et Agnès Evein
  - Beaumarchais, l'insolent – Sylvie de Segonzac
- 1998 : Le Bossu – Christian Gasc
  - Artemisia – Dominique Borg
  - Le Cinquième Élément – Jean-Paul Gaultier
- 1999 : Lautrec – Pierre-Jean Larroque
  - Place Vendôme – Nathalie du Roscoat et Élisabeth Tavernier
  - Don Juan – Sylvie de Segonzac

### Années 2000
- 2000 : Jeanne d'Arc – Catherine Leterrier
  - Rembrandt – Ève-Marie Arnault
  - Le Temps retrouvé – Gabriella Pescucci et Caroline de Vivaise
- 2001 : Saint-Cyr – Edith Vesperini et Jean-Daniel Vuillermoz
  - Le Roi danse – Olivier Bériot
  - Vatel – Yvonne Sassinot de Nesle
- 2002 : Le Pacte des loups – Dominique Borg
  - La Chambre des officiers – Catherine Bouchard
  - Le Fabuleux Destin d'Amélie Poulain – Madeline Fontaine
  - L'Anglaise et le Duc – Pierre-Jean Larroque
- 2003 : Astérix et Obélix : Mission Cléopâtre – Philippe Guillotel, Tanino Liberatore et Florence Sadaune
  - Huit Femmes – Pascaline Chavanne
  - Le Pianiste (The Pianist) – Anna Sheppard
- 2004 : Pas sur la bouche – Jackie Budin
  - Bon Voyage – Catherine Leterrier
  - Monsieur N. – Carine Sarfati
- 2005 : Un long dimanche de fiançailles – Madeline Fontaine
  - Podium – Catherine Bouchard
  - Arsène Lupin – Pierre-Jean Larroque
- 2006 : Gabrielle – Caroline de Vivaise
  - Les Âmes grises – Pascaline Chavanne
  - Joyeux Noël – Alison Forbes-Meyler
- 2007 : Lady Chatterley – Marie-Claude Altot
  - Cœurs – Jackie Budin
  - OSS 117 : Le Caire, nid d'espions – Charlotte David
  - Les Brigades du Tigre – Pierre-Jean Larroque
  - Indigènes – Michèle Richer
- 2008 : La Môme – Marit Allen
  - Un secret – Jacqueline Bouchard
  - Molière – Pierre-Jean Larroque
  - Le Deuxième Souffle – Corinne Jorry
  - Jacquou le Croquant – Jean-Daniel Vuillermoz
- 2009 : Séraphine – Madeline Fontaine
  - Les Femmes de l'ombre – Pierre-Jean Larroque
  - Mesrine : L'Instinct de mort et Mesrine : L'Ennemi public n° 1 – Virginie Montel
  - Sagan – Nathalie du Roscoat
  - Faubourg 36 – Carine Sarfati

### Années 2010
- 2010 : Coco avant Chanel – Catherine Leterrier
  - Coco Chanel et Igor Stravinsky – Chattoune et Fab
  - OSS 117 : Rio ne répond plus – Charlotte David
  - Micmacs à tire-larigot – Madeline Fontaine
  - Un prophète – Virginie Montel
- 2011 : La Princesse de Montpensier – Caroline de Vivaise
  - Les Aventures extraordinaires d'Adèle Blanc-Sec – Olivier Beriot
  - Potiche – Pascaline Chavanne
  - Tournée – Alicia Crisp-Jones
  - Des hommes et des dieux – Marielle Robaut
- 2012 : L'Apollonide - Souvenirs de la maison close – Anaïs Romand
  - My Little Princess – Catherine Baba
  - The Artist – Mark Bridges
  - Les Femmes du 6e étage – Christian Gasc
  - La Source des femmes – Viorica Petrovici
- 2013 : Les Adieux à la reine – Christian Gasc
  - Augustine – Pascaline Chavanne
  - Camille redouble – Madeline Fontaine
  - Cloclo – Mimi Lempicka
  - Populaire – Charlotte David
- 2014 : Renoir – Pascaline Chavanne
  - L'Écume des jours – Florence Fontaine
  - L'Extravagant Voyage du jeune et prodigieux T. S. Spivet – Madeline Fontaine
  - Les Garçons et Guillaume, à table ! – Olivier Bériot
  - Michael Kohlhaas – Anina Diener
- 2015 : Saint Laurent – Anaïs Romand
  - La Belle et la Bête – Pierre-Yves Gayraud
  - La French – Carine Sarfati
  - Une nouvelle amie – Pascaline Chavanne
  - Yves Saint Laurent – Madeline Fontaine
- 2016 : Marguerite – Pierre-Jean Larroque
  - Journal d'une femme de chambre – Anaïs Romand
  - Mustang – Selin Sözen
  - L'Odeur de la mandarine – Catherine Leterrier
  - Trois souvenirs de ma jeunesse – Nathalie Raoul
- 2017 : La Danseuse - Anaïs Romand
  - Frantz - Pascaline Chavanne
  - Mal de pierres - Catherine Leterrier
  - Ma Loute - Alexandra Charles
  - Une vie - Madeline Fontaine
- 2018 : Au revoir là-haut – Mimi Lempicka
  - 120 battements par minute – Isabelle Pannetier
  - Barbara – Pascaline Chavanne
  - Les Gardiennes – Anaïs Romand
  - La Promesse de l'aube – Catherine Bouchard
- 2019 : Mademoiselle de Joncquières - Pierre-Jean Larroque
  - La Douleur - Anaïs Romand et Sergio Ballo
  - L'Empereur de Paris - Pierre-Yves Gayraud
  - Les Frères Sisters - Milena Canonero
  - Un peuple et son roi - Anaïs Romand

### Années 2020
- 2020 : J'accuse - Pascaline Chavanne
  - La Belle Époque - Emmanuelle Youchnovski
  - Edmond - Thierry Delettre
  - Jeanne - Alexandra Charles
  - Portrait de la jeune fille en feu - Dorothée Guiraud
- 2021 : La Bonne Épouse - Madeline Fontaine
  - Adieu les cons - Mimi Lempicka
  - Les Choses qu'on dit, les choses qu'on fait - Hélène Davoudian
  - De Gaulle - Anaïs Romand et Sergio Ballo
  - Été 85 - Pascaline Chavanne
- 2022 :  Illusions perdues - Pierre-Jean Larroque
  - Aline - Catherine Leterrier
  - Annette - Pascaline Chavanne
  - Délicieux - Madeline Fontaine
  - Eiffel - Thierry Delettre
- 2023 : Simone, le voyage du siècle - Gigi Lepage
  - Les Amandiers - Caroline de Vivaise
  - Couleurs de l'incendie - Pierre-Jean Larroque
  - En attendant Bojangles - Emmanuelle Youchnovski
  - L'Innocent - Corinne Bruand
  - Pacifiction : Tourment sur les Îles - Praxèdes de Vilallonga
- 2024 : Le Règne animal - Ariane Daurat
  - Jeanne du Barry - Jürgen Doering
  - Mon crime - Pascaline Chavanne
  - La Passion de Dodin Bouffant - Tran Nu Yên Khê
  - Les Trois Mousquetaires : D'Artagnan et Les Trois Mousquetaires : Milady - Thierry Delettre
- 2025 : Thierry Delettre pour Le Comte de Monte-Cristo
  - Isabelle Pannetier pour L'Amour ouf
  -  Virginie Montel pour Emilia Pérez
  - Isabelle Mathieu pour Monsieur Aznavour
  - Anaïs Romand pour Sarah Bernhardt, La Divine